# Du Juan (atleet)
Du Juan (Chinees: 杜 娟) (18 maart 1968) is een voormalig atleet uit Volksrepubliek China.
Juan nam deel aan het onderdeel 100m hordelopen op de Olympische Zomerspelen van Seoul in 1988 waar ze werd uitgeschakeld (19e in 13.58) in de kwartfinale.
- World Athletics: 14549657
- Nationale Bibliotheek van Israël: 987008196486405171
- Système universitaire de documentation: 244949859
- Virtual International Authority File: 311805686